# Fluxiderma montanum
Fluxiderma montanum is een buikharige uit de familie Chaetonotidae. Het dier komt uit het geslacht Fluxiderma. Fluxiderma montanum werd in 1967 voor het eerst wetenschappelijk beschreven door Rudescu. 